# Facultés adamantiniennes intégrées
 (mars 2019).
Les Facultés adamantiniennes intégrées (FAI) sont une autarcie municipale de Adamantina qui offre 29 cours d'enseignement supérieur avec 10 habilitations, 11 cours de post-graduation "Lato sensu", réalisant aussi des cours d'extension et de perfectionnement dans trois campi sur le territoire de la municipalité. Elle est  une des principales institutions d'enseignement supérieur de la région.

## Histoire
Les Facultés adamantiniennes intégrées est la réunion, le 18 juin 1998, de la faculté de Philosophie, Sciences et Lettres fondée en 1867 et de la faculté de Soins infirmiers et d'Obstétrique créée en 1980.

## Enseignement
- Sciences agraires
  - Génie écologique
  - Technologie en affaires d'agronomie
- Sciences biologiques
  - Sciences biologiques
  - Éducation physique
  - Soins infirmiers
  - Pharmacie
  - Physiothérapie
  - Gérontologie
  - Médecine vétérinaire
  - Nutrition
  - Odontologie
  - Ergothérapie
- Sciences exactes
  - Science de l'informatique
  - Génie civil
  - Ingénierie d'aliments
  - Mathématiques
  - Chimie
  - Technologie en analyse et développement de systèmes
  - Technologie en système pour internet
- Sciences humaines
  - Administration
  - Dessin industriel
  - Droit
  - Géographie
  - Histoire
  - Journalisme
  - Lettres
  - Pédagogie
  - Psychologie
  - Publicité et propagande
  - Services sociaux
  - Technologie en gestion commerciale[2]

## Personnel (base 2013)
- Professores :201
- Personnel administratif : 170
- Stagiaires : 37

## Étudiants (base 2013)
- Inscrits 4597
- Désistances : 604
- Reportés : 218
- Transférés :  18
- Formés, diplômés : 722[3]